# Sarah Bryant
Sarah Bryant (Dunedin, 21 marzo 1985) è una triatleta neozelandese.

## Carriera
Partecipa nel 2003 ai mondiali junior di Queenstown classificandosi all'11º posto assoluto in 1:10:39, molto distante dalla neocampionessa, l'australiana Felicity Abram (1:06:49).
L'anno successivo vince la medaglia d'argento - categoria junior - ai mondiali di Funchal alle spalle della francese Juliette Benedicto (1:14:15) e davanti alla spagnola Marta Jimenez (1:14:49).
Nel 2005 partecipa nella categoria under 23 ai mondiali di Gamagori, vinti dalla neozelandese Andrea Hewitt, classificandosi al 25º posto. Nella gara di coppa del mondo di New Plymouth è 29°.
Nel 2006 partecipa sempre nella categoria under 23 ai mondiali di Losanna, vinti dall'australiana Erin Densham, classificandosi al 15º posto.
Nel 2007 vince la medaglia di bronzo nella categoria under 23 ai campionati d'oceania di Penrith. Nella gara di coppa del mondo di Wellington è, invece, 12° assoluta. Ai mondiali di Amburgo, vinti dalla svedese Lisa Nordén nella categoria under 23, è 23° assoluta.
Nel 2008 vince i campionati d'Oceania sulla distanza sprint nella categoria under 23 ed è 7° a quelli su distanza olimpica di Wellington.
Nel 2009 è 10° nella gara di coppa d'Oceania di Wellington.